# 天樽二
天樽二，即双子座δ（δ Gem, δ Geminoru）是一颗位于双子座的恒星，距离地球约60.5光年。

## 特征
天樽二是一颗F0 IV型的次巨星， 视星等为+3.53。天文学家对其视差的测量值为53.94 ± 0.66角分，据此计算出它距离地球约60.5光年（18.5秒差距）。 天樽二的质量是太阳质量的1.57倍， 自转速度很快，速度为129.7 km/s。 据估计它的年龄约为16亿年。 表面温度约为6900K。
天樽二有两颗伴星。靠近天樽二的伴星和天樽二组成分光双星，轨道周期为6.1年（2238.7天），偏心率为0.3530。另一颗伴星离天樽二较远，虽然裸眼无法分辨，但通过小口径望远镜即可清楚看到。它是一颗K型恒星，围绕着分光双星旋转，轨道周期为1200年，偏心率为0.11。 虽然天樽二的视向速度为+4.1 km/s，表示远离太阳，但实际上这个恒星系统沿着横向轨道运行，这使得它与太阳系的距离会越来越近，大约110万年后到达最近距离6,7光年（2.1秒差距）。
由于天樽二的位置接近黄道，离黄道仅0.2°，故经常被月球所遮掩。此外，太阳系的行星也有可能遮掩它，但这现象非常罕见。1930年，美国天文学家克莱德·汤博在天樽二东面约0.5°的位置发现了矮行星冥王星。

## 命名
在中国古代星官系统中，天樽二属于西方白虎七宿中井宿的星官天樽第二星，因此被命名为天樽二。
天樽二在西方的传统名字为Wasat，来源于阿拉伯语وسط，意思是“中间”。